# Guillermo Cerda
Guillermo Cerda Martínez (n. el 13 de febrero de 1984, en la Ciudad de México, México), es un exfutbolista mexicano que jugó en la posición de defensa. Su debut fue en el 2007 ante el Club Necaxa.Actualmente se retiró del fútbol. 